# Over (Cambridgeshire)
Pour les articles homonymes, voir Over.
Over est un village et une paroisse civile du Cambridgeshire, en Angleterre. Il est situé à une quinzaine de kilomètres au nord-ouest de la ville de Cambridge. Administrativement, il relève du district du South Cambridgeshire. Au recensement de 2011, il comptait 2 862 habitants.